# Quarta parete (film)
Quarta parete è un film del 1968 diretto da Adriano Bolzoni.

## Trama
Marco Baroni ha trascorso quattro anni in una scuola inglese. Quando torna a Roma il comportamento dei componenti della sua famiglia lo trova impreparato: il padre, la madre e la sorella Marzia sono molto cambiati, tanto da non riconoscerli più. Marco, durante una festa, uccide la sorella, affogandola nella piscina.

## Produzione

### Luoghi delle riprese[1]
- Villa a Monte Mario (Scene nella villa di famiglia di Marco Baroni)
- Accademia Britannica di piazzale Winston Churchill a Roma (Scene dell'università)
- Via del Faro a Isola Sacra (Fiumicino, Roma) (Scene sulla spiaggia)
- Ristorante Mastrostefano, piazza Navona a Roma (Scene al ristorante)
- Chiesa di San Pio X, piazza della Balduina a Roma (Scene in chiesa)

## Distribuzione
La Avo Film ha pubblicato il film in VHS con il titolo La quarta parete; la versione in VHS della Cinehollywood era invece intitolata La spirale del vizio. La versione inglese è nota col titolo Wall of Sins.